# Hannes Steinbach
Hannes Steinbach (* 1. Mai 2006 in Würzburg) ist ein deutscher Basketballspieler.

## Werdegang
Der Sohn des früheren Würzburger Bundesligaspielers Burkhard Steinbach durchlief die Jugendförderung der Würzburg Baskets, zeitweise wurde er auch von seinem Vater als Trainer betreut.
Mit der zweiten Herrenmannschaft der Würzburger stieg er 2024 als Meister der 1. Regionalliga Süd-Ost in die 2. Bundesliga ProB auf. Im Sommer 2024 wurde Steinbach in Würzburg mit seinem ersten Vertrag als Berufsbasketballspieler ausgestattet und gab Ende September 2024 seinen Einstand in der Basketball-Bundesliga. Im April 2025 wurde sein Entschluss bekannt, zur Saison 2025/26 in die Vereinigten Staaten zu wechseln, um dort wie zuvor namhafte andere Deutsche (Detlef Schrempf, Christian Welp, Patrick Femerling) an der University of Washington zu spielen und zu studieren. In der Bundesliga-Hauptrunde der Saison 2024/25 erzielte Steinbach in 31 Einsätzen im Durchschnitt 7,2 Punkte sowie 5,8 Rebounds, in den nachfolgenden insgesamt zehn Spielen der Viertelfinal- und Halbfinalserien um die deutsche Meisterschaft steigerte er diese Mittelwerte auf 14,8 Punkte und 10,4 Rebounds je Begegnung.

### Nationalmannschaft
Mit der deutschen U18-Nationalmannschaft gewann er 2023 EM-Bronze und wurde 2024 U18-Europameister. Steinbach trug zum Gewinn der Europameisterschaft 2024 im Durchschnitt 15,4 Punkte und 12,5 Rebounds je Einsatz bei und wurde in die Mannschaft des Turniers der U18-EM gewählt. Im selben Jahr kam Steinbach mit der deutschen Mannschaft beim Albert-Schweitzer-Turnier auf den dritten Platz. Im Juli 2025 erreichte er mit Deutschland das Endspiel der U19-Weltmeisterschaft, das gegen die Vereinigten Staaten verloren wurde. Steinbach war bei der U19-WM mit durchschnittlich 17,2 Punkten und 14 Rebounds je Begegnung in beiden statistischen Wertungen der beste Deutsche. Er wurde in die Auswahl der fünf besten Spieler des WM-Turniers berufen.